# Фаедо
Фаѐдо (на италиански: Faedo, на местен диалект: Faè, Фае) е село и община в Северна Италия, автономна провинция Тренто, автономен регион Трентино-Южен Тирол. Разположено е на 591 m надморска височина. Населението на общината е 624 души (към 2017 г.).